# Hoplocorypha congica
Hoplocorypha congica es una especie de mantis de la familia Thespidae.

## Distribución geográfica
Se encuentra en el Congo y Angola.